# Peter Wells
Pour les articles homonymes, voir Wells et Peter Wells (joueur d'échecs).
Peter Wells (31 décembre 1946 – 27 mars 2006) - de son vrai nom Peter William - est le fondateur et guitariste du groupe de hard rock Australien Rose Tattoo. Il est auparavant bassiste dans le groupe de heavy metal Buffalo dans les années 1970.

## Biographie

### Jeunesse
Peter William Wells naît le 31 décembre 1946,. Il forme en 1966 le groupe The Odd Colours avec Ronnie Hausert, Steve Jones, Eddy Staarink, et Dave Tice en tant que chanteur principal. Il rejoint ensuite un autre groupe, Strange Brew, avec Tice et Ray Frost, de 1966 à 1967. En 1968 à Brisbane, Wells, Steve Jones aux percussions et Tice montent un groupe de blues du nom de Head. Avec Neil Jensen à la guitare et Peter Leighton, ce groupe dure jusqu’en 1971,,.

### Buffalo
Au milieu des années 1970, Wells déménage à Sydney. En août 1971, Wells, Balbi, Baxter et Tice rencontrent Alan Milano (ancien de Mandala), qui devient co-chanteur principal dans le groupe Buffalo nouvellement formé,. Le musicologue australien Ian McFarlane décrit Buffalo comme "un des groupes de rock pionniers en Australie, aux côtés de Billy Thorpe and the Aztecs et de Blackfeather, Buffalo est un des groupes au son le plus fort et heavy de l’époque". Peter Wells enregistre  avec Buffalo les albums Dead Forever... (juin 1972), Volcanic Rock (juillet 1973), Only Want You for Your Body (juin 1974) et Mother's Choice (mars 1976),. Il joue aussi sur un album paru après la dissolution du groupe, Average Rock 'n' Roller, paru en juillet 1977,. Au sein de Buffalo, Wells a co-écrit les morceaux Leader (1972), Pound of Flesh (1973), On My Way et Essukay (1976).

### Rose Tattoo (1976–1983)
En 1976, Peter Wells forme le groupe Rose Tattoo en tant que bassiste, aux côtés du guitariste rythmique Leigh Johnston, Tony Lake au chant et Michael Vandersluys à la batterie. Le bassiste Ian Rilen les rejoint un peu plus tard, permettant à Wells de se concentrer sur la guitare,. Le journaliste australien spécialisé dans le rock, Ed Nimmervoll, écrit alors que « Wells avait décidé de former ce groupe, qui deviendra Rose Tattoo, basé sur un style inspiré par le boogie et le blues, et leur style vestimentaire, unis par leurs corps tatoués ».
Des changements dans la composition du groupe interviennent rapidement, avec le remplacement de Lake au chant par Angry Anderson, l’arrivée de Mick Cocks qui remplace Johnston, et Dallas Royal, qui occupe le poste de batteur à partir de 1977,. Le groupe de hard rock connaît une grande popularité à Sydney, qui conduit la société Albert Productions à leur offrira un contrat d’enregistrement.
Le premier single du groupe Bad Boy for Love, paru en octobre 1977, apparaît dans le top 20 du Kent Music Report. En novembre de l’année suivante, leur premier album, Rose Tattoo, fonde leur réputation. Il a été produit par George Young et Harry Vanda d’Albert Productions, qui sont d’anciens membres de The Easybeats,. Ian Rilen quitte le groupe peu de temps après et est remplacé par le bassiste Geordie Leach.
Après la sortie de leur deuxième album Assault and Battery en septembre 1981, Rose Tattoo entreprend une tournée internationale. Ils sont le groupe le plus sonore à jouer au Marquee Club, à Londres depuis Led Zeppelin. Lors du retour en Australie, Robin Riley remplace Cocks à la guitare,. Le troisième album Scarred for Life sort en novembre 1982, et le groupe part en tournée pendant 3 mois aux États-Unis en première partie d’Aerosmith et ZZ Top,,. Wells, Riley et Royall quittent le groupe au début de l’année 1983,. Pendant sa période avec Rose Tattoo, Wells aura co-écrit au moins 17 morceaux, dont le single One of the Boys, sorti en 1978.

### De $cattered Aces à Heart Attack (1983-1990)
En août 1983, Wells forme le groupe Scattered Aces (écrit $cattered Aces) avec Paul De Marco (aussi connu sous le nom de Fred Zeppelin) à la batterie, Ronnie Peel (ou Rockwell T. James) à la basse et au chant principal, et Chris Turner, un ancien de Buffalo, à la guitare et au chant. Il y occupe également le poste de guitariste. Le groupe sort un album de six pistes, Six Pack, avec le label Big Rock Records, en avril 1984, puis un single reprenant C'mon Everybody d’Eddie Cochran, mais se sépare avant le milieu de l’année 1984,. 
En novembre 1984, Wells et d’anciens membres de Rose Tattoo (Cocks, Leach, Rilen et Royall) forment Illustrated Men. Ce groupe était principalement destiné à jouer un rock puissant, en concert et sur une période de temps plutôt courte. Ils se produisent en 1985 et jouent des morceaux écrits dans leur majorité par Rilen, avant de se séparer,,.
Wells et Leach rejoignent ensuite un groupe de blues, Lucy De Soto, avec De Soto (de son nom de naissance Patricia Anne Clements) au chant, au piano, et à l’orgue Hammond, et Ross Hammond à la batterie. Leur premier album, Three Girls and a Sailor, est publié en 1985. Le suivant, Help Me Rhonda, My Boyfriend’s Back, sort en août de l’année d’après, avec Wells, De Soto, Leach et Charlie Watts à la batterie,. Pendant les trois années suivantes, Wells et De Soto vivent « en semi-retraite ».
Wells, De Marco, Peel et Turner se produisent ensuite sous le nom de Slightly Shadey en 1987 de façon éphémère. En janvier 1990, Wells et De Soto forment le groupe Heart Attack, avec Cocks, De Marco et Mick Strutt à la basse. En mars, ils font la première partie du groupe australien Hitmen DTK ; Kathryn Whitfield, journaliste au Canberra Times, écrit alors « [ce groupe] se compose de musiciens australiens connus qui refusent simplement de prendre des vacances (ou dans certains cas, leur retraite) », et que « Wells occupe le devant de la scène, en occupant aussi le poste de chanteur ».

### Des premiers projets solo à Blues Hangover (1990-1996)
Au cours de l’année 1990, Wells s’attèle à l’enregistrement de son premier projet solo, Everything You Like Tries to Kill You, qui sort fin 1990, qui « exprime pleinement la vision sardonique du monde proposée par Wells ». 8 des 13 pistes sont co-écrites par Wells et De Soto. Sur cet album, Wells joue du banjo, du dobro, des guitares (solo, acoustique, basse, électrique…), et De Soto s’occupe du clavier, de l’orgue, des percussions, du piano, ainsi que des chœurs et du chant principal. Pour d’autres instruments, ils invitent des musiciens de session, incluant Stuart Fraser de Noiseworks pour la guitare, la batterie et le chant, Jim Hilbun de The Angels pour les chœurs, Marc Meyer (ancien musicien de Richard Clapton) pour la batterie, Ted Pepper au saxophone, et Jon Stevens (également de Noiseworks) pour les chœurs,. Selon McFarlane, l’album « mélange la country, un boogie proche du blues, et du rock'n'roll détendu ».
Pour porter l’album sur la scène, Wells et De Soto forment le "The Pete Wells Band" en 1991. La première composition du groupe comporte Wells à la guitare et au chant principal, De Soto aux claviers et aux chœurs, Warwick Fraser à la batterie, Tim Gaze à la guitare solo, et Michael Vidale à la basse,. La même année, en septembre, Wells produit le premier album, Nightstreet, du groupe de rock AOR Roxus,. L’album atteint la cinquième place des ARIA Charts.
Son deuxième album solo, The Meaning of Life, sort en juillet de l’année suivante, et présente « un rock'n'blues encore plus direct ». Il est co-produit par Fraser et Stevens. Pour l’enregistrement, il s’entoure de De Soto, Gaze et Strutt, ainsi que de Bernie Bremond au saxophone et de Scott Johnson (ancien de Rose Tattoo) à la batterie.
Wells travaille aussi sur des projets annexes comme Rocks Push avec Turner et Rob Grosser. Au début de 1993, il reforme Rose Tattoo avec Anderson, Cocks et Leach, et De Marco en tant que nouveau batteur. Cette réunion a lieu pour jouer en première partie de Guns N' Roses lors des deux concerts australiens de leur Use Your Illusion Tour,. Rose Tattoo fait aussi une tournée dans des pubs australiens. 
En 1994, Hillbilly Moon se forme avec Wells au chant principal, à la guitare solo et à la basse, Cletis Carr et Paul Norton occupant également les mêmes instruments, Norton jouant également de la batterie. Ils sortent un album, Volume One, la même année, chez Pelican Records.
Son troisième album solo, No Hard Feelings, sort en juin 1993 ; il a été enregistré avec De Soto, Bremond, De Marco et Leach. Il est co-produit par Wells et De Soto pour ATI Records et Mushroom Records. L’album est suivi en août par un EP de quatre titres, Hard Done by You, crédité à Peter Wells, Dave Steel et Bob Armstrong. Fin 1994, Wells et De Soto réactivent le Peter Wells Band avec Turner, et sont rejoints par Mark Evans (ancien d’AC/DC) à la basse, puis Andy Cichon l’année suivante, et Mick O’Shea à la batterie ,. Wells sort son quatrième album solo, Orphans, en juin, produit par lui-même et De Soto.
Wells et De Soto se déplacent ensuite en Allemagne pour travailler avec le groupe de studio Romeo Dog, qui enregistre alors un album éponyme. Ils travaillent avec Cichon, O’Shea et Andy Anderson au chant principal. L’album sort en 1996. Avant sa sortie, Wells et De Soto sont repartis pour l’Australie, et collaborent à Melbourne avec un groupe de R&B, Blues Hangover, qui présente Ken Farmer à la batterie, Dave Hogan au chant et à l’harmonica, et Nigel Rough à la guitare. Ils sortent l’album Blues Hangover en 1995, et un deuxième album, Roadrunner, l’année d’après, tous deux sous le label Dog Meat. McFarlane indique que ces albums montrent « une vision passionnée, courageuse du R&B ».

### Projets solo ultérieurs (1996-2006)
En 1996, Wells et De Soto recrutent Tim Hemensley et Timmy Jack Ray, respectivement bassiste et batteur du groupe australien Powder Monkeys, pour monter une nouvelle version de Pete Wells Band. Ils enregistrent un album, Go Ahead Call the Cops, produit par le groupe et sorti en octobre de la même année chez Dog Meat et Shock Records,. En 1998 et 1999, Wells part en tournée avec Rose Tattoo tout en travaillant sur des compositions personnelles.
Il sort ainsi un nouvel album, It’s All Fun & Games ’til Somebdoy Gets Hurt, en février 1999, produit par lui-même et De Soto. Il participe ensuite en novembre au nouvel album de De Soto, Take this Veil, chez le label Full Moon,. Wells et De Soto travaillent ensuite sur un nouvel album de Pete Wells Band, Hateball, sorti en 2000, puis Wells se joint à Angry Anderson pour l’album Damn Fine Band en 2001. Pete Wells Band sort en février 2002 l’album Solo, chez MGM,. En juillet de la même année, Rose Tattoo, avec Wells, publie Pain.
En 2004, Wells et De Soto forment le groupe Lucy De Soto and the Handsome Devils, dans un style blues, porté par Wells à la guitare, De Soto au chant et Grosser à la batterie. La nouvelle formation sort un album éponyme la même année, puis deux autres, Low Down and Travelling et Whiskey Dance. En septembre de cette année, le Pete Wells Band sort un nouvel album, Mother’s Worry. Après la mort de Peter Wells le 27 mars 2006, deux albums posthumes sortent : un album solo, Greetings from the Aloha Monkey, en mai, et Bodgie Dada, en avril 2008, qui avait été enregistré par Wells, De Soto et Grosser en décembre 2005.

## Vie privée
Depuis 1985, Peter Wells travaille avec sa compagne, Lucy De Soto, de son vrai nom Patricia Anne Clements,. Ils vivent ensemble à partir de la fin des années 1980, et continuent à collaborer avec les membres de leurs groupes, d’autres compositeurs et producteurs, sur leurs projets solo ou d’autres travaux. Wells tient aussi un salon de tatouage, House of Pain.
En 2002, on diagnostique à Wells un cancer de la prostate inopérable. Des musiciens australiens organisent des concerts de charité pour lui en septembre et octobre 2005. Parmi eux, on compte Rose Tattoo, Peter Garrett, The Beasts of Bourbon, Tex, Don and Charlie, Paul Kelly ou encore Tim Rogers and the Temperance Union,. Wells est déjà trop affaibli pour jouer un concert entier avec Rose Tattoo, mais les rejoint pour le titre Bad Boy for Love. 
Il meurt à l'âge de 59 ans le 27 mars 2006 de son cancer, qui s’était généralisé,,, après avoir passé cinq semaines hospitalisé pour ses douleurs. Sa fille, Katrina Kennedy, organise ses funérailles à l’église St Brendan à Annandale. David Tice, un ancien camarade de groupe, et Greg Young, son beau-frère, lui rendent aussi hommage. Des musiciens et membres de ses groupes assistent à l’événement,.
Son groupe, Rose Tattoo, est nommé au Hall of Fame de l’Australian Recording Industry Association (ARIA) Hall of Fame le 16 aout 2006,. Une semaine avant sa mort, Wells avait pu revoir les autres membres de Rose Tattoo, et les inciter à finir l’enregistrement de leur prochain album, Blood Brothers, qui sortira en février 2007.

## Discographie
Selon les livrets et les crédits de ses différents albums, Peter Wells a joué des instruments suivants : banjo, dobro, guitares (solo, acoustique, basse, électrique…), harmonica, percussions, cymbales, mandoline, piano, saxophone… Il a également été chanteur et producteur,,.
avec Buffalo
- Dead Forever (juin 1972)
- Volcanic Rock (juillet 1973)
- Buffalo (EP, 1974)
- Only Want You For Your Body (juin 1974)
- Mother’s Choice (mars 1976)

avec Rose Tattoo
- Rose Tattoo (novembre 1978)
- Assault & Battery (septembre 1981)
- Scarred for Life (novembre 1982)
- 25 to Life (28 novembre 2000)
- Pain (2 juillet 2002)

avec $cattered Aces
- Six Pack (EP, avril 1984)

avec Lucy De Soto Band, De Soto, Lucy De Soto and the Handsome Devils
- Three Girls and a Sailor (1985)
- Help Me Rhonda, My Boyfriend’s Back (août 1986)
- Take this Veil (novembre 1999)
- Lucy De Soto and the Handsome Devils (2004)
- Low Down and Travelling (2004)
- Whiskey Dance (2004)

Peter Wells
- Everything You Like Tries to Kill You (fin 1990)
- The Meaning of Life (juillet 1992)
- No Hard Feelings (juin 1993)
- Orphans (juin 1994)
- Greetings from the Aloha Monkey (mai 2006)
- Bodgie Dada (avril 2008)

avec Hillbilly Moon
- Volume One (1994)

avec Blues Hangover
- Blues Hangover (1995)
- Roadrunner (1996)

avec Pete Wells Band
- Go Ahead Call the Cops (octobre 1996)
- Its All Fun & Games 'til Somebody Gets Hurt (février 1999)
- Hateball (2000)
- Solo (février 2002)
- Mother's Worry (septembre 2005)

avec Romeo Dog
- Romeo Dog (1996)

avec Pete Wells/Angry Anderson & the Damn Fine Band
- Pete Wells/Angry Anderson & the Damn Fine Band (2001)

avec Rocks Push
- Three Good Reasons for the Blues (2003)